# Паровозы советских железных дорог
В данный список включены паровозы, работавшие на железных дорогах Российской империи и Советского Союза, включая Советскую Россию, то есть с 1918 года. Ввиду большого разнообразия, в данный список не включены узкоколейные паровозы (см: Список узкоколейных паровозов), а также попавшие как трофейные и по репарациям (см: Трофейные и репарационные паровозы на советских железных дорогах).

## Паровозы по роду службы
Списки для наглядности разделены по роду службы. Паровозы в списках упорядочены по годам выпуска. Обозначения серий приведены согласно обозначениям на кузовах.

### Грузовые паровозы
| Серия      | Иллюстрация | Осевая формула                | Годы выпуска                         | Заводы | Примечание                                                                                   | Кол-во                          |
| ---------- | ----------- | ----------------------------- | ------------------------------------ | --- | -------------------------------------------------------------------------------------------- | ------------------------------- |
| Т          |             | 0-3-0                         | 1857—1915                            | | Трёхпарка (с тремя движущими осями)                                                          |                                 |
| Ф          |             | 0-3-0—0-3-0 (система Ферли)   | 1871, 1872, 1879, 1884               | Авонзид, Йоркшир, Шарп-Стюарт, Коломенский | системы Ферли                                                                                | 45                              |
| Ч          |             | 0-4-0                         | 1878 — 1911                          | Мальцевский, Коломенский, Брянский, Невский, Путиловский, Харьковский, Геншель | Четырёхпарка (с четырьмя движущими осями) — паровозы выпущенные до Основного типа            | ~ 1350                          |
| О          |             | 0-4-0                         | 1890—1915, 1925—1928                 | Коломенский, Брянский, Воткинский, Луганский, Невский, Путиловский, Сормовский, Харьковский, Зигль, Австрийское общество, Геншель, Шварцкопф | Основной                                                                                     | 9129                            |
| Х          |             | 1-4-0                         | 1895—1900                            | Baldwin |                                                                                              | 235                             |
| ЕФ         |             | 1-5-0                         | 1895                                 | Baldwin |                                                                                              | 2                               |
| Ц          |             | 1-4-0                         | 1896—1904                            | Геншель, Ганноверское общество, Брянский, Фив-Лилль, Франко-бельгийское общество, Мюльгаузен, Харьковский |                                                                                              | 214                             |
| Р          |             | 1-4-0                         | 1899—1914                            | Брянский, Путиловский, Сормовский, Коломенский, Мюльгаузен | Рыбинская ж.д.                                                                               | 477                             |
| Ѳ          |             | 0-3-0+0-3-0 (система Маллета) | 1899—1924                            | Брянский, Путиловский, Коломенский |                                                                                              | 463                             |
| Ш          |             | 1-4-0                         | 1901—1907                            | Брянский, Харьковский |                                                                                              | 161                             |
| Щ          |             | 1-4-0                         | 1906—1918                            | Харьковский, Брянский, Луганский, Невский, Путиловский, Сормовский, Коломенский | конструктора Щукина                                                                          | 1910                            |
| Ѵ          |             | 0-4-0                         | 1908—1918, 1927—1931                 | Коломенский, Брянский, Сормовский, Невский |                                                                                              | 350                             |
| Фл         |             | 1-5-0 (система Фламма)        | 1909, 1916                           | завод Фламма | системы Фламма                                                                               | 80 (приблизительно)             |
| Ы          |             | 0-4-0                         | 1910 — 1920                          | Коломенский, Воткинский |                                                                                              | 372                             |
| Э          |             | 0-5-0                         | 1912 — 1936, 1943, 1944, 1946 — 1957 | Луганский (Ворошиловградский), Сормовский, Харьковский, Коломенский, Брянский, Невский, NOHAB, Эсслинген, AEG, Борзиг, Hanomag, Henschel-Werke, Hohenzollern, Гумбольдт, Jung, MGK, Krauss-Maffei, Крупп, LHW, Orenstein & Koppel, Рейнский металлургический, Шварцкопф, Vulcan, Вольф, Maffei, Решица, MÁVAG, ЧКД, Цегельского |                                                                                              | не менее 10 853                 |
| ЕС         |             | 1-5-0                         | 1915—1916                            | ALCO | Скенектади                                                                                   | 106                             |
| ЕФ         |             | 1-5-0                         | 1915—1916                            | Baldwin | Филадельфия                                                                                  | 242                             |
| ЕК         |             | 1-5-0                         | 1915—1916                            | CLC | Кингстон                                                                                     | 50                              |
| ЕЛ         |             | 1-5-0                         | 1916—1919                            | ALCO, Baldwin | Конструктора Липеца                                                                          | 554 (как минимум)               |
| Та         |             | 1-5-2                         | 1931                                 | ALCO | Тяжёлый завода АЛКО                                                                          | 5                               |
| Тб         |             | 1-5-1                         | 1931                                 | Baldwin | Тяжёлый завода Балдвин                                                                       | 5                               |
| ФД20       |             | 1-5-1                         | 1931 — 1940                          | Ворошиловградский (Луганский) паровозостроительный | Феликс Дзержинский                                                                           | 2925                            |
| Я          |             | 2-4-1—1-4-2 (система Гарратт) | 1932                                 | Байер—Пикок и К° |                                                                                              | 1                               |
| АА         |             | 2-7-2                         | 1934                                 | Ворошиловградский паровозостроительный | Андрей Андреев — в то время нарком путей сообщения                                           | 1                               |
| СО17       |             | 1-5-0                         | 1934—1938, 1942—1951                 | Харьковский, Брянский, Ворошиловградский, Улан-Удэнский, Красноярский | Серго Орджоникидзе                                                                           | 2561, из них 2 по сути были СОк |
| СО19 (СОк) |             | 1-5-0                         | 1936—1942                            | Харьковский, Брянский, Ворошиловградский, Улан-Удэнский |                                                                                              | 1436                            |
| ФДк20      |             | 1-5-1                         | 1939                                 | Ворошиловградский паровозостроительный | Феликс Дзержинский с конденсацией пара                                                       | 2                               |
| СО18 (СОв) |             | 1-5-0                         | 1939—1942, 1945, 1946                | Харьковский, Брянский, Ворошиловградский, Улан-Удэнский | с вентиляторной тягой                                                                        | 489                             |
| ФД21       |             | 1-5-1                         | 1940 — 1942                          | Ворошиловградский паровозостроительный, УУПРЗ | Феликс Дзержинский                                                                           | 286                             |
| ЛК         |             | 1-4-2                         | 1941                                 | Коломенский | Лазарь Каганович (существование паровоза под вопросом)                                       | 1 (?)                           |
| ФДр        |             | 1-5-2                         | 1942 — 1943                          | УУПРЗ | Феликс Дзержинский, разгруженный. Переделка из ФД, после войны переделаны обратно в серийные | 85                              |
| Ша         |             | 1-4-0                         | 1943                                 | ALCO, Baldwin | Ш американский                                                                               | 194+6 утонули по пути           |
| ЕА         |             | 1-5-0                         | 1944—1946                            | ALCO, Baldwin | Американские                                                                                 | 1622                            |
| ЕМ         |             | 1-5-0                         | 1944—1946                            | Baldwin |                                                                                              | 412                             |
| Л          |             | 1-5-0                         | 1945—1955                            | Коломенский, Брянский, Ворошиловградский паровозостроительный | конструктора Лебедянского                                                                    | 4200                            |
| ЕМВ        |             | 1-5-0                         | 1947                                 | ALCO | с водоподогревателями                                                                        | 13                              |
| СОм        |             | 1-5-0                         | 1948 (ориентировочно) — н.д.         | н.д. | СО18 и СО19, переделанные по типу СО17                                                       | н.д.                            |
| П34        |             | 1-3-0+0-3-1 (ложный Маллет)   | 1948                                 | Коломенский | Паровоз 34-го типа — заводское обозначение                                                   | 1                               |
| 23 (УУ)    |             | 1-5-2                         | 1949                                 | Улан-Удэнский паровозостроительный | нагрузка от оси 23 тс (Улан-Удэнский)                                                        | 1                               |
| ОР23       |             | 1-5-1                         | 1949                                 | Ворошиловградский паровозостроительный | Завод им. Октябрьской революции, осевая нагрузка 23 тс                                       | 1                               |
| ЛВ (ОР18)  |             | 1-5-1                         | 1951—1956                            | Ворошиловградский паровозостроительный | Л Ворошиловградского завода, ранее — завод им. Октябрьской революции, осевая нагрузка 18 тс  | 522                             |
| ФД21-3128м |             | 1-5-1                         | 1952                                 | Ворошиловградский паровозостроительный | Переделка серийного ФД21                                                                     | 1                               |
| ОР21       |             | 1-5-1                         | 1953, 1954                           | Ворошиловградский паровозостроительный | Завод им. Октябрьской революции, осевая нагрузка 21 тс                                       | 3                               |
| П38        |             | 1-4-0+0-4-2 (ложный Маллет)   | 1954—1955                            | Коломенский | Паровоз 38-го типа — заводское обозначение                                                   | 4                               |

Последним советским грузовым паровозом стал ЛВ-522, выпущенный Ворошиловградским тепловозостроительным заводом (завод к тому времени уже успел сменить название) в конце 1956.

### Пассажирские паровозы
В данный список включены паровозы, которые изначально создавались лишь для вождения пассажирских поездов.
| Серия           | Иллюстрация | Осевая формула                           | Годы выпуска                                      | Заводы                                                                                      | Примечание                                                                  |
| --------------- | ----------- | ---------------------------------------- | ------------------------------------------------- | ------------------------------------------------------------------------------------------- | --------------------------------------------------------------------------- |
| Д               |             | 1-2-0, 2-2-0                             | 1856—1906                                         |                                                                                             | Двухпарка (с двумя движущими осями)                                         |
| Ъ               |             | 0-2-2, 2-3-1, 1-2-1, 1-3-1, 2-3-0, 1-4-1 | 1869—1870, 1894—1898, 1903, 1905, 1907—1911, 1914 | Йоркшир, Ростовский, Ганноверский, Рыбинский, Харьковский, Невский, Путиловский             | Обобщающее наименование большинства пассажирских танк-паровозов             |
| П               |             | 2-2-0                                    | 1891—1905                                         | Бельфор (1 шт), Одесские железнодорожные мастерские, Путиловский, Коломенский               | Пассажирский                                                                |
| А               |             | 2-3-0                                    | 1892—1907                                         | Коломенский, Ганноверский, Геншель, Сормовский, Харьковский, Луганский, Брянский            |                                                                             |
| Н               |             | 1-3-0                                    | 1892—1914                                         | Коломенский, Луганский, Невский, Брянский, Путиловский, Сормовский, Воткинский, Харьковский | Николаевская ж.д.                                                           |
| В               |             | 2-3-0                                    | 1895—1899                                         | Baldwin                                                                                     | С паровой машиной Воклена                                                   |
| Я               |             | 1-3-0                                    | 1896—1903                                         | Невский, Путиловский                                                                        | Ярославская ж.д.                                                            |
| Ж               |             | 2-3-0                                    | 1896, 1897, 1903—1909                             | Henschel-Werke, Коломенский, Невский, Харьковский                                           |                                                                             |
| Г               |             | 2-3-0                                    | 1901—1903                                         | Брянский, Харьковский                                                                       | Унифицирован с грузовым Ш                                                   |
| З               |             | 2-3-0                                    | 1902, 1904, 1906                                  | Коломенский                                                                                 |                                                                             |
| І               |             | 1-2-0+0-2-0 (система Маллета)            | 1903—1909                                         | Коломенский                                                                                 |                                                                             |
| У               |             | 2-3-0                                    | 1906 — 1912                                       | Путиловский                                                                                 | Рязано-Уральская ж.д.                                                       |
| Б               |             | 2-3-0                                    | 1907—1914                                         | Брянский, Луганский                                                                         | Брянский                                                                    |
| К               |             | 2-3-0                                    | 1907—1912                                         | Коломенский, Путиловский                                                                    | Коломенский                                                                 |
| И               |             | 1-4-0                                    | 1909—1911                                         | Коломенский                                                                                 |                                                                             |
| С               |             | 1-3-1                                    | 1910—1918                                         | Сормовский, Луганский, Харьковский, Невский                                                 | Сормовский                                                                  |
| Ку              |             | 2-3-0                                    | 1911—1914                                         | Коломенский                                                                                 | К усиленный                                                                 |
| Л (Лп)          |             | 2-3-1                                    | 1914—1926                                         | Путиловский                                                                                 | конструктора Лопушинского, с 1947 года — Лп — пассажирский                  |
| Св              |             | 1-3-1                                    | 1914, 1915                                        | Коломенский                                                                                 | С Варшаво-Венской дороги                                                    |
| Су              |             | 1-3-1                                    | 1924—1951                                         | Коломенский, Сормовский («Красное Сормово»), Луганский, Брянский, Харьковский               | С усиленный                                                                 |
| М               |             | 2-4-0                                    | 1926—1930                                         | Красный Путиловец                                                                           |                                                                             |
| ИС (ФДп)        |             | 1-4-2                                    | 1932—1942                                         | Коломенский, Ворошиловградский паровозостроительный                                         | Иосиф Сталин, с 1962 года — пассажирский вариант ФД                         |
| 2-3-2К (П12)    |             | 2-3-2                                    | 1937—1938                                         | Коломенский                                                                                 | Тип 2-3-2 Коломенского завода. (Паровоз 12-го типа — заводское обозначение) |
| В5              |             | 0-2-2                                    | 1937                                              | Коломенский                                                                                 |                                                                             |
| 2-3-2В (№ 6998) |             | 2-3-2                                    | 1938                                              | Ворошиловградский паровозостроительный                                                      | Тип 2-3-2 Ворошиловградского завода, 6998 — заводской номер                 |
| 18-01 «Друг»    |             | 2-4-1                                    | 1949                                              | Шкода                                                                                       | Подарок от Чехословакии к 70-летию Сталина                                  |
| П36             |             | 2-4-2                                    | 1950—1956                                         | Коломенский                                                                                 | Паровоз 36-го типа — заводское обозначение                                  |

Последним построенным в СССР пассажирским паровозом стал П36-0251 (см. фото в таблице), выпущенный Коломенским заводом 29 июня 1956 года.

### Маневровые и промышленные паровозы
| Серия | Иллюстрация | Осевая формула                                                              | Годы выпуска                             | Заводы                                                             | Примечание                                                    |
| ----- | ----------- | --------------------------------------------------------------------------- | ---------------------------------------- | ------------------------------------------------------------------ | ------------------------------------------------------------- |
| Ь     |             | 0-2-0, 0-2-1, 1-2-1, 2-2-0, 0-3-0, 0-3-1, 1-3-2, 0-4-0, 1-4-1, 2-4-0, 1-5-1 | 1860-1877 — импорт, 1877-1957 — в России | Коломенский, Невский, Ворошиловградский, Новочеркасский, Муромский | Обобщающее наименование большинства маневровых танк-паровозов |
| «Рак» |             | 0-2-0                                                                       | 1900—н.д.                                | Невский, Харьковский                                               |                                                               |
| 9П    |             | 0-3-0                                                                       | 1935—1957                                | Коломенский, Новочеркасский паровозостроительный, Муромский        | 9-й тип паровоза — заводское обозначение                      |
| 9Пм   |             | 0-3-0                                                                       | 1955—1957                                | Муромский                                                          | 9-й тип паровоза — заводское обозначение                      |